# Betel (mytologi)
Betel är en syro-fenicisk gud. Han är bland annat belagd i ett fördrag mellan Assarhaddon och en kung av Tyros. Det förefaller som om exiljudar på den egyptiska ön Elefantine fortsatte att utöva kult av Betel under århundraden efter den babyloniska erövringen av kungariket Juda. Sanchuniathon (återgiven i ett citat av Filon av Byblos av Eusebios) skildrar Betel som en bror till syskonen El,  Ashera, Astarte, Baaltis, Dagon och en gud identifierad med den grekiske Atlas.